# Mogenstrup (Jutlandia Środkowa)
Mogenstrup – miasto w Danii, w regionie Jutlandia Środkowa, w gminie Holstebro.